# Hemnesberget
Hemnesberget är en tätort och kyrkby i Hemnes kommun i Nordland fylke i norra Norge. Orten ligger vid änden av fylkesväg 808, på nordvästra spetsen av Hemneshalvøya, på den södra sidan av Ranfjorden. Här finns Hemnes kyrka.

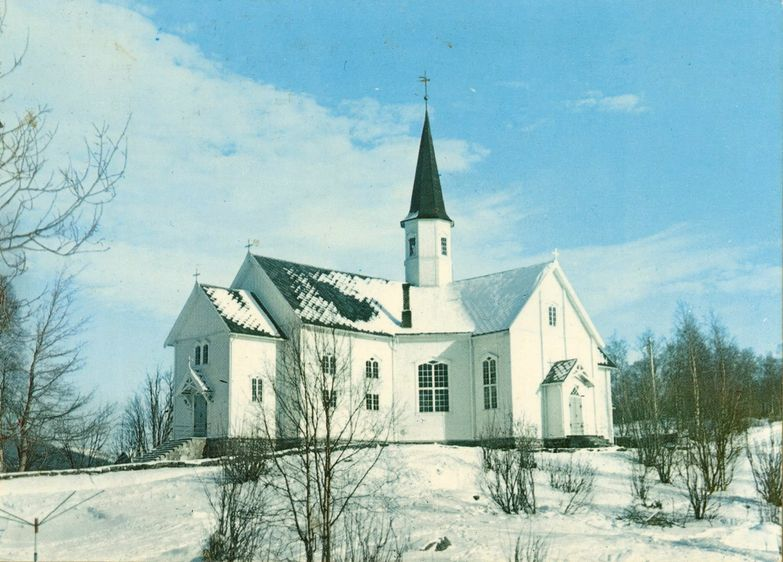
Hemnes kyrka.